# Национальная администрация по делам молодёжи
Национальная администрация по делам молодёжи (англ. National Youth Administration, NYA) — американское федеральное агентство, созданное в период Нового курса Франклина Рузвельта, в 1935 году, как часть Управления промышленно-строительными работами общественного назначения (WPA); специализировалась на предоставлении работы и образования американцам в возрасте от 16 до 25 лет. Являлась частью WPA до 1939 года, в 1942 году была передана Комиссии по военным кадрам (WMC) — была окончательно закрыта в 1943 году.
К 1938 году молодым людям платили от 306 до 400 долларов в месяц в рамках проектов «учебы на работе», совмещавших обучение и стажировку. Еще 155 000 юношей и девушек получали зарплату от 10 до 25 долларов в месяц за работу неполный рабочий день. В отличие от участников Гражданского корпуса охраны природы (CCC), молодые люди обычно жили дома — и работали в строительных или ремонтных проектах. Годовой бюджет NYA составлял около 580 миллионов долларов.